# Pyrex (marque)
 (juillet 2020).
Pour les articles homonymes, voir Pyrex (homonymie).
Pyrex est une marque déposée américaine de produits en verre, créée en 1915, exploitée en France par le groupe français La Maison française du verre à Châteauroux. La marque appartient au groupe américain Corning.

## Histoire

### Avant 1994

#### Origines
À la fin du XIXe siècle, le verrier allemand Otto Schott développe un nouveau type de verre, le verre borosilicate et le vend sous la marque « Duran » en 1893. Celui-ci possède des caractéristiques propres ; il est dur et a un faible coefficient de dilatation, ce qui lui confère une bonne résistance aux changements de température.
Ce verre borosilicate est utilisé par la société Corning Glass Works pour développer en 1879 la première ampoule pour Thomas Edison. À partir de 1908, ces ampoules de verre représentent la moitié du chiffre d’affaires de la société.[réf. nécessaire]
Dès le début du XXe siècle, l’industrie technologique permet une croissance rapide du marché du verre haute résistance. Dans l’industrie ferroviaire, les lanternes électriques de signalisation remplacent les lampes à pétrole ou à gaz, mais elles sont soumises à de plus fortes températures que ne le sont ces dernières. Ces températures élevées font travailler le verre protégeant les sources de lumière et il a alors tendance à se fendre ou se briser par temps très froid ou très pluvieux. La société Corning Glass Works décide alors de développer une gamme d’ampoules et de lanternes de signalisation spécifiques pour le réseau ferroviaire. Cette gamme en verre borosilicate est baptisée « Nonex »[réf. nécessaire].
En 1913, Bessie Littleton, la femme de Jesse T. Littleton, premier physicien responsable du nouveau laboratoire de recherche de Corning, suggère à son mari d’essayer de mettre une enveloppe de ce fameux verre borosilicate au four. Son mari lui rapporte la base d’une lampe réalisée avec le verre, Bessie Littleton y réalise un gâteau et le met au four. Étonnement, il survécut au four aussi bien qu'un plat en céramique. Corning modifie la formule du Nonex pour en retirer le plomb et c’est ainsi que nait le premier plat Pyrex, qui devient rapidement le plus célèbre produit grand public en verre borosilicate.

#### 1915: création de la marque Pyrex aux États-Unis

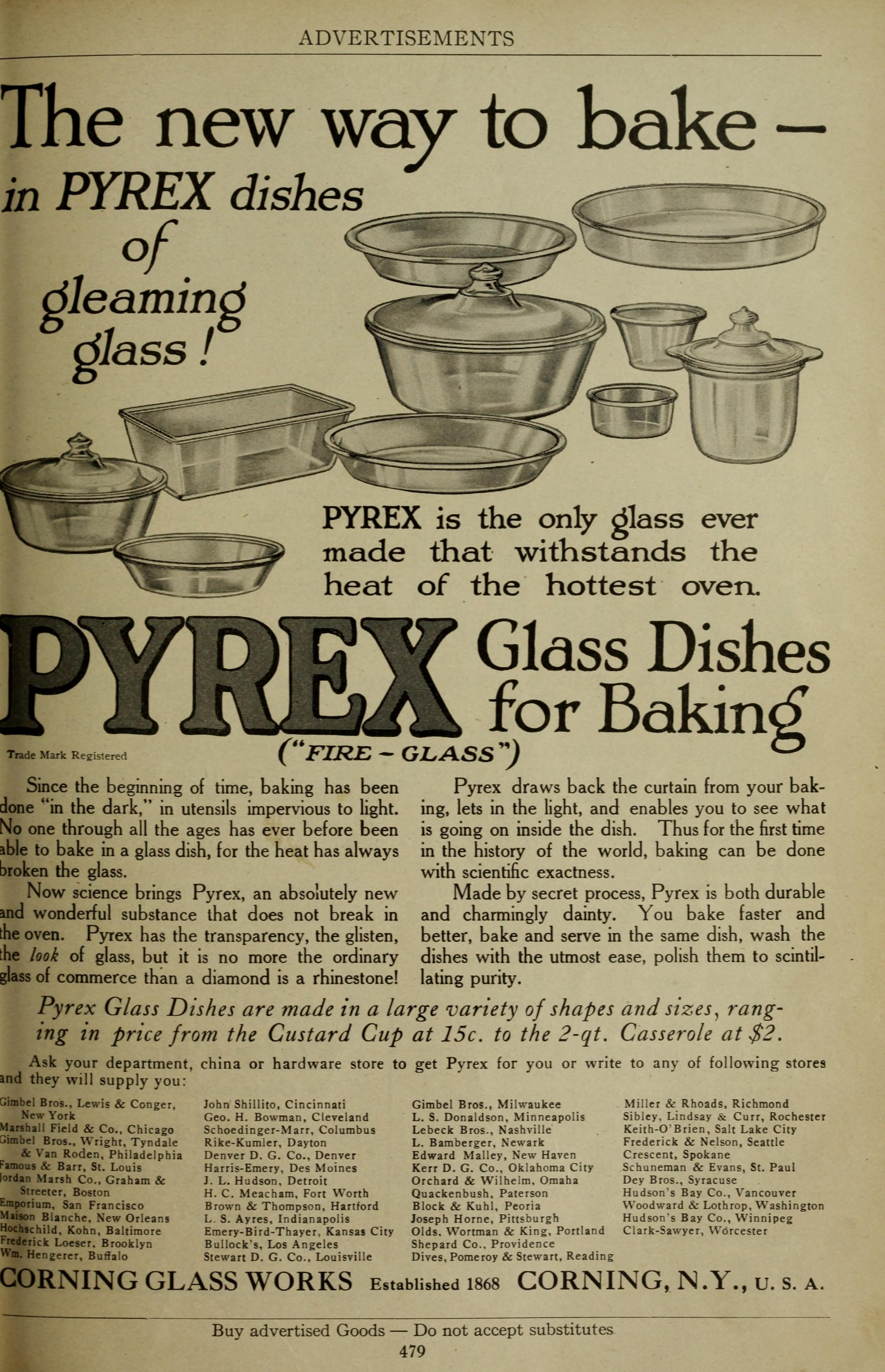
Publicité de 1915 pour la gamme Pyrex.

À partir de 1915, une ligne complète de plats en verre Pyrex est prête à envahir les cuisines américaines.[réf. nécessaire] Le premier produit vedette est un plat à tarte (pie plate) qui selon la légende donne son nom à la marque Pyrex (de l’américain Py right qui fut changé en « Pyrex » pour rimer avec Nonex, qui signifie non-expansion glass).

#### 1922: arrivée en Europe, co-entreprise entre Corning et Saint-Gobain
La marque arrive en Europe au début XXe siècle avec sa ligne de produits en verre.
En 1922 voit le jour la Société Le Pyrex, dont Saint-Gobain est actionnaire, ainsi que Corning, qui détient 10 % des parts.
Après la Seconde Guerre mondiale, au début de 1950, Pyrex, qui est alors une coentreprise entre Saint-Gobain, les Glaces de Boussois et Corning, commercialise la gamme Sedlex qui propose un verre plus résistant que le verre borosilicate, capable de passer du four à l’eau froide sans s’abîmer : peu chère, elle « séduit de plus en plus les couples français pour son rapport qualité-prix et sa volonté de s’adapter à la mode »,.
La coentreprise est transformée en société en 1953, et cette société Pyrex est renommée Sovirel en 1955.[réf. nécessaire]
En 1970 est construite l'usine de Châteauroux, exploitée par Sovirel, entreprise française sous-traitante de Corning.

### Après 1994

#### 1994: arrêt de la production par Corning
En 1994, Corning arrête la production des objets en pyrex[réf. nécessaire], conserve la propriété de la marque Pyrex mais la met à disposition d'autres compagnies sous licence. La fabrication des produits en Europe, Afrique et Moyen-Orient est reprise par la société Newell Inc.

### En Europe

#### 2006: reprise en Europe par le groupe français Arc
En janvier 2006, la société Newell Cookware Europe est achetée par le groupe français Arc International et devient Arc International Cookware (AIC).
Ce dernier détient trois marques : Arcuisine, Pyrex et Pyrex Elegance[réf. nécessaire]. Ces marques sont segmentées selon leurs réseaux de distribution. Le groupe Arc International emploie 16 500 salariés dans le monde dont environ 10 000 en France. Le groupe, originaire de Arques (Pas-de-Calais), réalise un chiffre d’affaires de 1,4 milliard d’euros en 2006 et distribue des articles d’arts de la table dans plus de cent-soixante pays. Aujourd’hui, Pyrex est toujours une marque de Corning Inc., utilisée sous licence par Arc International.
Au-delà des plats, cocottes, moules et ustensiles de préparation en verre, Pyrex propose désormais une gamme de moules et plats en métal antiadhésif, des boîtes plastiques micro-onde, des plats et moules en céramique, et aussi des casseroles et poêles en inox.
Au printemps 2007, après deux ans de développement, la marque de produits en verre et en métal Pyrex Elegance nait.[réf. nécessaire] La gamme verre Pyrex Elegance est dessinée par le designer George Sowden ; la gamme métal Pyrex Elegance est quant à elle dessinée par les équipes R&D d’Arc International en collaboration avec la designer anglaise Morag Hutcheon.
L'usine de Châteauroux produit 32 et 35 millions de pièces par an (destinées pour 90 % à l'exportation, sous la marque pilote Pyrex, mais également sous le label Arcuisine, destiné aux discounters d'Europe occidentale) pour un chiffre d’affaires de 110 millions d'euros en 2013.

#### 2014: vente de la filiale d'Arc au fonds américain Aurora

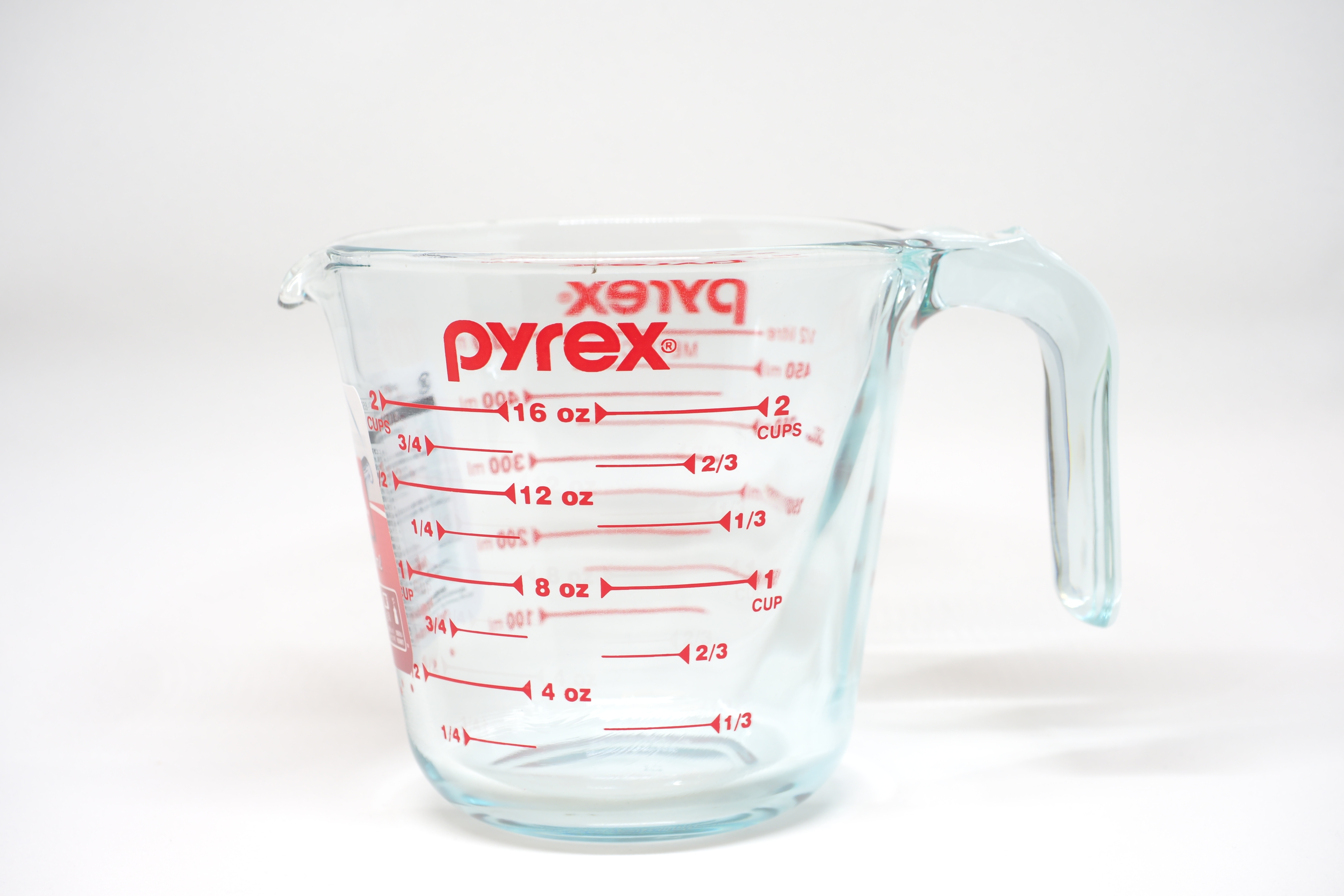
Le verre doseur, un autre classique de chez Pyrex.

En 2014, le groupe Arc Holdings cède au fonds d'investissement américain Aurora Capital Group sa filiale Arc International Cookware (AIC), qui fabrique et exploite sous licence exclusive les produits de la marque Pyrex qui emploie plus de 500 salariés, dont 465 en France (420 dans l'usine historique de Châteauroux, 40 dans les services commerciaux et administratifs à Roissy-en-France),,.

#### 2020: Aurora cède la fabrication Europe au fonds européen Kartesia
En avril 2020, le fonds d'investissement américain Aurora Resurgence cède International Cookware au fonds d'investissement européen Kartesia, domicilié au Luxembourg,.
En janvier 2021, l'entreprise française International Cookware, utilisant toujours sous licence la marque Pyrex en Europe, rachète son concurrent français Duralex, alors en difficulté,,.

## Identité visuelle

Logo de la marque Pyrex aux États-Unis.
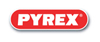
Logo de la marque Pyrex en France, utilisée sous licence par l'entreprise française International Cookware.